# Nor-Am Cup 2016
La Nor-Am Cup 2016 è stata la 39ª edizione della  manifestazione organizzata dalla Federazione Internazionale Sci. È iniziata il 24 novembre 2015 a Jackson, negli Stati Uniti, e si è conclusa il 21 marzo a Vail, ancora negli Stati Uniti.
In campo maschile sono state disputate tutte le 26 gare in programma (4 discese libere, 4 supergiganti, 8 slalom giganti, 8 slalom speciali, 2 combinate), in 8 diverse località. Il canadese Erik Read si è aggiudicato sia la classifica generale, sia quella di slalom speciale; il suo connazionale Jeffrey Frisch ha vinto quelle di discesa libera, lo statunitense Erik Arvidsson quelle di supergigante e di combinata, il suo connazionale Brennan Rubie quella di slalom gigante. Lo statunitense Michael Ankeny era il detentore uscente del trofeo generale.
In campo femminile sono state disputate tutte le 26 gare in programma (4 discese libere, 4 supergiganti, 8 slalom giganti, 8 slalom speciali, 2 combinate), in 9 diverse località. La statunitense Megan McJames si è aggiudicata sia la classifica generale, sia quelle di slalom gigante e di combinata; le sue connazionali Breezy Johnson, Anna Marno e Lila Lapanja hanno vinto rispettivamente quelle di discesa libera, di supergigante e di slalom speciale. La canadese Candace Crawford era la detentrice uscente del trofeo generale.

## Uomini

### Risultati
| Data             | Località           | Nazione     | Spec. | Primo               | Secondo                 | Terzo               |
| ---------------- | ------------------ | ----------- | ----- | ------------------- | ----------------------- | ------------------- |
| 26 novembre 2015 | Jackson            | Stati Uniti | SL    | Andrea Ballerin     | Espen Lysdahl           | Tim Kelley          |
| 27 novembre 2015 | Jackson            | Stati Uniti | SL    | Espen Lysdahl       | Jonathan Nordbotten     | Roberto Nani        |
| 30 novembre 2015 | Copper Mountain    | Stati Uniti | GS    | Tommy Ford          | Fritz Dopfer            | Roland Leitinger    |
| 1º dicembre 2015 | Copper Mountain    | Stati Uniti | GS    | Tommy Ford          | Aleksander Aamodt Kilde | Rasmus Windingstad  |
| 10 dicembre 2015 | Lake Louise        | Canada      | DH    | Jeffrey Frisch      | Thomas Biesemeyer       | Andreas Romar       |
| 11 dicembre 2015 | Lake Louise        | Canada      | DH    | Natko Zrnčić-Dim    | Thomas Biesemeyer       | Andreas Romar       |
| 12 dicembre 2015 | Panorama           | Canada      | KB    | Erik Read           | Erik Arvidsson          | Tyler Werry         |
| 12 dicembre 2015 | Panorama           | Canada      | SG    | Tyler Werry         | Erik Arvidsson          | Thomas Biesemeyer   |
| 14 dicembre 2015 | Panorama           | Canada      | GS    | Erik Read           | Giulio Bosca            | Ryan Cochran-Siegle |
| 15 dicembre 2015 | Panorama           | Canada      | GS    | Joan Verdú          | Morgan Megarry          | Giulio Bosca        |
| 16 dicembre 2015 | Panorama           | Canada      | SL    | Erik Read           | Seppi Stiegler          | Taylor Shiffrin     |
| 17 dicembre 2015 | Panorama           | Canada      | SL    | Erik Read           | James Crawford          | Phil Brown          |
| 5 febbraio 2016  | Mont-Sainte-Anne   | Canada      | GS    | Brennan Rubie       | Marco Odermatt          | Morgan Megarry      |
| 6 febbraio 2016  | Mont-Sainte-Anne   | Canada      | SL    | Tim Kelley          | Michael Matt            | Dominik Raschner    |
| 6 febbraio 2016  | Mont-Sainte-Anne   | Canada      | SL    | Michael Matt        | Tim Kelley              | Robby Kelley        |
| 7 febbraio 2016  | Mont-Sainte-Anne   | Canada      | GS    | Brennan Rubie       | Johannes Strolz         | Stefan Brennsteiner |
| 9 febbraio 2016  | Whiteface Mountain | Stati Uniti | GS    | Stefan Brennsteiner | Morgan Megarry          | Brodie Seger        |
| 11 febbraio 2016 | Whiteface Mountain | Stati Uniti | SG    | Erik Arvidsson      | Morgan Pridy            | Morgan Megarry      |
| 12 febbraio 2016 | Whiteface Mountain | Stati Uniti | KB    | James Crawford      | Erik Arvidsson          | Brennan Rubie       |
| 12 febbraio 2016 | Whiteface Mountain | Stati Uniti | SG    | James Crawford      | Erik Arvidsson          | Brennan Rubie       |
| 12 marzo 2016    | Aspen              | Stati Uniti | DH    | Morgan Pridy        | Wiley Maple             | Erik Arvidsson      |
| 13 marzo 2016    | Aspen              | Stati Uniti | DH    | Wiley Maple         | Jeffrey Frisch          | Erik Arvidsson      |
| 14 marzo 2016    | Aspen              | Stati Uniti | SG    | Tyler Werry         | Tommy Ford              | Keith Moffat        |
| 17 marzo 2016    | Aspen              | Stati Uniti | GS    | Tommy Ford          | Ryan Cochran-Siegle     | Brennan Rubie       |
| 18 marzo 2016    | Aspen              | Stati Uniti | SL    | Trevor Philp        | Mark Engel              | Erik Read           |
| 20 marzo 2016    | Vail               | Stati Uniti | SL    | Erik Read           | Robby Kelley            | Phil Brown          |

Legenda:

DH = discesa libera

SG = supergigante

GS = slalom gigante

SL = slalom speciale

KB = combinata

### Classifiche

#### Generale
| Pos. | Nome                | Nazione     | Punti |
| ---- | ------------------- | ----------- | ----- |
| 1    | Erik Read           | Canada      | 960   |
| 2    | James Crawford      | Canada      | 748   |
| 3    | Erik Arvidsson      | Stati Uniti | 680   |
| 4    | Tyler Werry         | Canada      | 616   |
| 5    | Brennan Rubie       | Stati Uniti | 590   |
| 6    | Phil Brown          | Canada      | 428   |
| 7    | Tommy Ford          | Stati Uniti | 404   |
| 8    | Ryan Cochran-Siegle | Stati Uniti | 403   |
| 9    | Morgan Pridy        | Canada      | 393   |
| 10   | Seppi Stiegler      | Stati Uniti | 353   |

#### Discesa libera
| Pos. | Nome              | Nazione     | Punti |
| ---- | ----------------- | ----------- | ----- |
| 1    | Jeffrey Frisch    | Canada      | 230   |
| 2    | Erik Arvidsson    | Stati Uniti | 192   |
| 3    | Wiley Maple       | Stati Uniti | 180   |
| 4    | Morgan Pridy      | Canada      | 168   |
| 5    | Thomas Biesemeyer | Stati Uniti | 160   |

#### Supergigante
| Pos. | Nome           | Nazione     | Punti |
| ---- | -------------- | ----------- | ----- |
| 1    | Erik Arvidsson | Stati Uniti | 160   |
| 2    | Tyler Werry    | Canada      | 296   |
| 3    | James Crawford | Canada      | 188   |
| 4    | Morgan Pridy   | Canada      | 185   |
| 5    | Drew Duffy     | Stati Uniti | 122   |

#### Slalom gigante
| Pos. | Nome           | Nazione     | Punti |
| ---- | -------------- | ----------- | ----- |
| 1    | Brennan Rubie  | Stati Uniti | 343   |
| 2    | Tommy Ford     | Stati Uniti | 300   |
| 3    | Giulio Bosca   | Italia      | 264   |
| 4    | Erik Read      | Canada      | 262   |
| 5    | Morgan Megarry | Canada      | 260   |

#### Slalom speciale
| Pos. | Nome           | Nazione     | Punti |
| ---- | -------------- | ----------- | ----- |
| 1    | Erik Read      | Canada      | 438   |
| 2    | Tim Kelley     | Stati Uniti | 335   |
| 3    | Phil Brown     | Canada      | 274   |
| 4    | Trevor Philp   | Canada      | 274   |
| 5    | Seppi Stiegler | Stati Uniti | 236   |

#### Combinata
| Pos. | Nome               | Nazione     | Punti |
| ---- | ------------------ | ----------- | ----- |
| 1    | Erik Arvidsson     | Stati Uniti | 160   |
| 2    | James Crawford     | Canada      | 150   |
| 3    | Erik Read          | Canada      | 145   |
| 4    | Tyler Werry        | Canada      | 110   |
| 5    | William St-Germain | Canada      | 85    |

## Donne

### Risultati
| Data             | Località           | Nazione     | Spec. | Prima                    | Seconda                  | Terza                 |
| ---------------- | ------------------ | ----------- | ----- | ------------------------ | ------------------------ | --------------------- |
| 24 novembre 2015 | Jackson            | Stati Uniti | SL    | Marie-Michèle Gagnon     | Laurence St-Germain      | Tuva Norbye           |
| 25 novembre 2015 | Jackson            | Stati Uniti | SL    | Erin Mielzynski          | Marie-Michèle Gagnon     | Lila Lapanja          |
| 2 dicembre 2015  | Copper Mountain    | Stati Uniti | GS    | Marie-Michèle Gagnon     | Mikaela Tommy            | Candace Crawford      |
| 3 dicembre 2015  | Copper Mountain    | Stati Uniti | GS    | Marie-Michèle Gagnon     | Candace Crawford         | Kateřina Pauláthová   |
| 10 dicembre 2015 | Lake Louise        | Canada      | DH    | Cecily Decker            | Vanja Brodnik            | Valérie Grenier       |
| 11 dicembre 2015 | Lake Louise        | Canada      | DH    | Breezy Johnson           | Valérie Grenier          | Maruša Ferk           |
| 13 dicembre 2015 | Panorama           | Canada      | KB    | Megan McJames            | Candace Crawford         | Anna Marno            |
| 13 dicembre 2015 | Panorama           | Canada      | SG    | Anna Marno               | Megan McJames            | Stefanie Fleckenstein |
| 14 dicembre 2015 | Panorama           | Canada      | SL    | Lila Lapanja             | Kristine Gjelsten Haugen | Tuva Norbye           |
| 15 dicembre 2015 | Panorama           | Canada      | SL    | Lila Lapanja             | Ali Nullmeyer            | Julie Flo Mohagen     |
| 16 dicembre 2015 | Panorama           | Canada      | GS    | Kristine Gjelsten Haugen | Megan McJames            | Amelia Smart          |
| 17 dicembre 2015 | Panorama           | Canada      | GS    | Kristine Gjelsten Haugen | Anna Marno               | Chloe Margrethe Fausa |
| 4 febbraio 2016  | Mont Garceau       | Canada      | GS    | Megan McJames            | Resi Stiegler            | Tuva Norbye           |
| 5 febbraio 2016  | Mont Garceau       | Canada      | GS    | Paula Moltzan            | Resi Stiegler            | Candace Crawford      |
| 6 febbraio 2016  | Mont-Tremblant     | Canada      | SL    | Lila Lapanja             | Laurence St-Germain      | Tuva Norbye           |
| 7 febbraio 2016  | Mont-Tremblant     | Canada      | SL    | Alex Tilley              | Laurence St-Germain      | Lila Lapanja          |
| 10 febbraio 2016 | Whiteface Mountain | Stati Uniti | GS    | Megan McJames            | Candace Crawford         | Nellie Rose Talbot    |
| 11 febbraio 2016 | Whiteface Mountain | Stati Uniti | KB    | Megan McJames            | Patricia Mangan          | Nina O'Brien          |
| 11 febbraio 2016 | Whiteface Mountain | Stati Uniti | SG    | Megan McJames            | Candace Crawford         | Anna Marno            |
| 12 febbraio 2016 | Whiteface Mountain | Stati Uniti | SG    | Candace Crawford         | Valérie Grenier          | Alice Merryweather    |
| 12 marzo 2016    | Aspen              | Stati Uniti | DH    | Jacqueline Wiles         | Valérie Grenier          | Breezy Johnson        |
| 13 marzo 2016    | Aspen              | Stati Uniti | DH    | Breezy Johnson           | Jacqueline Wiles         | Valérie Grenier       |
| 14 marzo 2016    | Aspen              | Stati Uniti | SG    | Jacqueline Wiles         | Breezy Johnson           | Anna Marno            |
| 19 marzo 2016    | Vail               | Stati Uniti | GS    | Valérie Grenier          | Megan McJames            | Paula Moltzan         |
| 20 marzo 2016    | Vail               | Stati Uniti | SL    | Laurence St-Germain      | Paula Moltzan            | Tuva Norbye           |
| 21 marzo 2016    | Vail               | Stati Uniti | SL    | Julie Flo Mohagen        | Valérie Grenier          | Paula Moltzan         |

Legenda:

DH = discesa libera

SG = supergigante

GS = slalom gigante

SL = slalom speciale

KB = combinata

### Classifiche

#### Generale
| Pos. | Nome                     | Nazione     | Punti |
| ---- | ------------------------ | ----------- | ----- |
| 1    | Megan McJames            | Stati Uniti | 975   |
| 2    | Valérie Grenier          | Canada      | 862   |
| 3    | Candace Crawford         | Canada      | 700   |
| 4    | Lila Lapanja             | Stati Uniti | 696   |
| 5    | Nina O'Brien             | Stati Uniti | 643   |
| 6    | Breezy Johnson           | Stati Uniti | 625   |
| 7    | Anna Marno               | Stati Uniti | 616   |
| 8    | Kristine Gjelsten Haugen | Norvegia    | 568   |
| 9    | Galena Wardle            | Stati Uniti | 502   |
| 10   | Stefanie Fleckenstein    | Canada      | 494   |

#### Discesa libera
| Pos. | Nome             | Nazione     | Punti |
| ---- | ---------------- | ----------- | ----- |
| 1    | Breezy Johnson   | Stati Uniti | 310   |
| 2    | Valérie Grenier  | Canada      | 300   |
| 3    | Cecily Decker    | Stati Uniti | 200   |
| 4    | Jacqueline Wiles | Stati Uniti | 180   |
| 5    | Abby Ghent       | Stati Uniti | 171   |

#### Supergigante
| Pos. | Nome                  | Nazione     | Punti |
| ---- | --------------------- | ----------- | ----- |
| 1    | Anna Marno            | Stati Uniti | 260   |
| 2    | Megan McJames         | Stati Uniti | 246   |
| 3    | Candace Crawford      | Canada      | 230   |
| 4    | Breezy Johnson        | Stati Uniti | 188   |
| 5    | Stefanie Fleckenstein | Canada      | 161   |

#### Slalom gigante
| Pos. | Nome                     | Nazione     | Punti |
| ---- | ------------------------ | ----------- | ----- |
| 1    | Megan McJames            | Stati Uniti | 455   |
| 2    | Kristine Gjelsten Haugen | Norvegia    | 348   |
| 3    | Candace Crawford         | Canada      | 380   |
| 4    | Valérie Grenier          | Canada      | 254   |
| 5    | Nina O'Brien             | Stati Uniti | 203   |

#### Slalom speciale
| Pos. | Nome                     | Nazione     | Punti |
| ---- | ------------------------ | ----------- | ----- |
| 1    | Lila Lapanja             | Stati Uniti | 489   |
| 2    | Laurence St-Germain      | Canada      | 390   |
| 3    | Tuva Norbye              | Norvegia    | 290   |
| 4    | Kristine Gjelsten Haugen | Norvegia    | 220   |
| 5    | Galena Wardle            | Stati Uniti | 209   |

#### Combinata
| Pos. | Nome                  | Nazione     | Punti |
| ---- | --------------------- | ----------- | ----- |
| 1    | Megan McJames         | Stati Uniti | 200   |
| 2    | Nina O'Brien          | Stati Uniti | 96    |
| 3    | Stefanie Fleckenstein | Canada      | 95    |
| 4    | Candace Crawford      | Canada      | 80    |
| 4    | Patricia Mangan       | Stati Uniti | 80    |